# Andriej Biełow
Andriej Iwanowicz Biełow, ros. Андре́й Ива́нович Бело́в (ur. 6 sierpnia?/19 sierpnia 1917 w Pskowie, zm. 29 listopada 2001 w Moskwie) – radziecki dowódca wojskowy, marszałek wojsk łączności (1973).

## Życiorys
Od 1938 w Armii Czerwonej, 1940 ukończył Wojskową Akademię Elektrotechniczną Robotniczo-Chłopskiej Armii Czerwonej, brał udział w wojnie z Finlandią. 
Od lipca 1940 inżynier ds. technicznych środków łączności brygady pancernej, a od kwietnia 1941 – dywizji pancernej. Od 1941 w WKP(b), od 1942 uczestnik II wojny światowej, szef łączności brygady pancernej na Froncie Krymskim, od lata 1942 szef łączności 4 Korpusu Zmechanizowanego (w grudniu 1942 przemianowanego na 3 Gwardyjski Korpus Zmechanizowany), brał udział w bitwie pod Stalingradem, bitwie pod Kurskiem, bitwie nad Dnieprem, operacji białoruskiej i bałtyckiej. 1945 szef łączności Korpusu Zmechanizowanego 1 Frontu Dalekowschodniego, brał udział w wojnie z Japonią. 
Od 1948 pracował w Wojskowej Akademii Łączności, gdzie był starszym wykładowcą, od 1952 kierownikiem fakultetu, a od 1956 kierownikiem wydziału. Od 1957 szef Wojsk Łączności Turkiestańskiego Okręgu Wojskowego, od 1960 szef łączności Wojsk Rakietowych Przeznaczenia Strategicznego ZSRR, od 1968 I zastępca szefa Wojsk Łączności Ministerstwa Obrony ZSRR, od 1970 szef Wojsk Łączności Ministerstwa Obrony ZSRR. Od 5 listopada 1973 marszałek wojsk łączności. Od 1977 szef Wojsk Łączności Sił Zbrojnych ZSRR – zastępca szefa Sztabu Generalnego Sił Zbrojnych ZSRR. Od 1987 wojskowy inspektor-doradca Grupy Generalnych Inspektorów Ministerstwa Obrony ZSRR. Od 1992 na emeryturze.

## Odznaczenia i nagrody
- Order Lenina
- Order Rewolucji Październikowej
- Order Czerwonego Sztandaru
- Order Kutuzowa II klasy
- Order Suworowa III klasy
- Order Wojny Ojczyźnianej I klasy
- Order Wojny Ojczyźnianej II klasy
- Order Czerwonej Gwiazdy (czterokrotnie)
- Order „Za służbę Ojczyźnie w Siłach Zbrojnych ZSRR” III klasy
- Medal Żukowa
- Medal „Za zasługi bojowe” (dwukrotnie)
- Medal „Za obronę Stalingradu”
- Medal „Za zwycięstwo nad Niemcami w Wielkiej Wojnie Ojczyźnianej 1941–1945”
- Medal „Za zwycięstwo nad Japonią”
- Medal „Weteran Sił Zbrojnych ZSRR”
- Medal „Za umacnianie braterstwa broni”
- Nagroda Leninowska
- Nagroda Państwowa ZSRR

Odznaczenia zagraniczne.